# ТЕЦ Танаджиб
ТЕЦ Танаджиб — теплова електростанція, що споруджується на сході Саудівської Аравії у комплексі із газопереробним заводом Танаджиб.
На 2025-й рік заплановано введення потужного ГПЗ Танаджиб, при цьому за напрацьованою у XXI столітті практикою Saudi Aramco вирішила забезпечила його власною теплоелектроцентраллю.
В 2022 році уклали угоду щодо постачання трьох газових турбін General Electric 7F.05. Відпрацьовані ними гази живитимуть котли-утилізатори, вироблена якими пара приводитиме в дію парові турбіни. Загальна електрична потужність станції становитиме 940 МВт.
Окрім електроенергії ТЕЦ вироблятиме 1084 тони технологічної пари на годину та 24 тисячі м3 опрісненої води на добу.
Як паливо станція використовуватиме природний газ.
Видача електроенергії стороннім споживачам відбуватиметься по ЛЕП, розрахованій на роботу під напругою 380 кВ.
Проект реалізують через компанію Tanajib Cogeneration Power Company, засновниками якої виступили Saudi Aramco (40 %), японська Marubeni (30,6 %) та компанія з Об'єднаних Арабських Еміратів Abu Dhabi National Energy Company (TAQA, 29,4 %).